# Салкуца (Дамбовица)
Салкуца (рум. Sălcuța) насеље је у Румунији у округу Дамбовица у општини Титу. Oпштина се налази на надморској висини од 152 m.

## Становништво
Према подацима из 2002. године у насељу је живело 1054 становника, од којих су сви румунске националности.